# ピョートル・ストルーヴェ

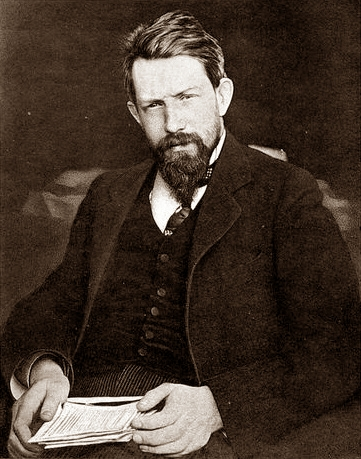
ピョートル・ストルーヴェ, 1900年代

ピョートル・ベルンガルドヴィチ・ストルーヴェ（Пётр Бернга́рдович Стру́ве、1870年1月26日 - 1944年2月22日）はロシア帝国の政治家、経済学者、哲学者。

## 経歴
ペルミ県の知事の息子、フリードリッヒ・フォン・シュトルーベの孫として生まれる。1889年にペテルブルク大学に入学し、1895年に法学部を卒業する。

### 「合法マルクス主義者」
1880年代末から労働解放団のヴェーラ・ザスーリチを通してマルクス主義に関心を寄せる。1894年に刊行された『ロシアの経済発展問題に対する批判的覚書』では、国家は社会に「必要」であり、新しい体制でも必要だとし、資本主義は進化し、より良い秩序に譲るために己の消滅を準備する能力があると論じ、マルクス主義の労働者階級の貧困化テーゼを批判した。同書は社会革命党のヴィクトル・チェルノフにも影響を与えた。1895年にスイスのプレハーノフを訪問、歓迎され、そこでアクセリロード、ウラジーミル・レーニンと知り合う。1896年レーニンとマルトフによって創設された組織(ペテルブルグ労働者階級解放闘争同盟)によって、ロンドンの社会主義インターナショナル大会でロシア代表の一人となる。
ストルーヴェは、ニコライ・ベルジャーエフ、ミハイル・トゥガン＝バラノフスキー、セミヨン・フランク、セルゲイ・ブルガーコフらとともに、マルクス主義の公理をそのまま受け入れず、民主主義と自由に価値をみとめ、ドイツの「修正主義」にも近く、かれらは政敵から「合法マルクス主義者」と形容された。その後、かれらはみな自由主義者になった。
1897年、ストルーヴェは『ノーヴォエ・スローヴォ』編集長となり、この雑誌は「合法的マルクス主義者」または正統的マルクス主義者の論壇となる
1898年にミンスクで行われたロシア社会民主労働党の結成会議に参加し、会議の解散後に｢ロシア社会民主労働党の宣言｣を起草した。いわゆる｢合法マルクス主義者｣として雑誌『ノーヴォエ・スローヴォ』を主宰したほか、その他『ナチャーロ』『ジーズニ』にも寄稿している。1900年に『イスクラ』が発刊されると初期の諸号には寄稿している。

### 自由主義者
ヨーロッパで修正主義をめぐる論争が激しくなると、党の主流を離れてミハイル・トゥガン＝バラノフスキーとともにロシア自由経済協会に参加するなど次第に自由主義へと立場を移し、1902年に雑誌『解放 Освобождение』を創刊し、1904年にはこの雑誌を軸に後の政界で重要になる改革派を結集した解放連合を創設し、1905年の立憲民主党（カデット）結成の基盤にもなった。1905年から立憲民主党の創設に中央委員として加わってからは｢中道右派｣とでもいうべき立場から左翼の戦術戦略だけではなく、その思想的根拠も批判するようになる。1915年にはロシア帝国産業省で貿易統制の特別委員会委員長となる。
1917年のロシア革命後はアントーン・デニーキンやピョートル・ヴラーンゲリの反ボルシェヴィキ派政府で閣僚を務めたが、内戦の終結後は国外に脱出し、パリで没した。

## 思想
ストルーヴェは合法マルクス主義者としてナロードニキと対決し、そのテロリズムと農民に重きをおく考えを批判していた。そして資本主義による工業化はロシアに社会的進歩をもたらすとも主張していた。彼は農民や工場労働者が主導する革命は何一つもたらさないと考えていた。そこで1905年のペテルブルクでのデモンストレーションにさいしては、「ロシアにはいかなる革命的民衆も存在しない」と発言し、レフ・トロツキーに批判されている。同じ年にロシア皇帝ニコライ2世が発表した十月詔書を自由主義者として擁護すべきであるとも言い、さらなる革命は不要と考えていることを示す。
1909年に発表された論文集『道標』に、ストルーヴェは「インテリゲンツィアと革命」という論文を寄せているが、その中では国家原理と民族原理に反した社会改革や運動は失敗の運命にあり、反国家・反民族とはコサック、野盗と協力しうるという幻想に過ぎないと論じた。1840年代にロシアで形成されたインテリゲンツィアは反国家・反宗教の性格を持つ特異な存在であり、アレクサンドル・ラジーシチェフやピョートル・チャーダーエフ、アレクサンドル・ゲルツェンのような教養人とも区別しなければならない、と説く。これらの革命的インテリは「人民への奉仕」という理念を実行するが、人民自体にはいかなる義務も前提せず、人民自身に教育上の課題を課すこともなかった。ストルーヴェはこのような政治観・世界観は、ヨーロッパの社会主義に対しても危機を招くであろうと予想する。

## 人物
1897年のマリヤ・ヴェトロヴァ焼身事件の直後に釈放されたナデジダ・クルプスカヤは、レーニンの依頼によりストルーヴェと連絡を取り助言を求めていたことがある。ストルーヴェは「組織の活動にも向かず、地下活動には全然不向き」であり、「彼が持っているのは書物の知識だけ」であると彼女は観察している。ロシアの詩人ではアファナーシー・フェートを好んでいた。